# Gilbert Beaufranchet
Pour les articles homonymes, voir Beaufranchet.
Gilbert Beaufranchet, né en 1742 ou 1743 à La Chapelle-sous-Lépaud, mort le 25 janvier 1805 à Nantes, est un haut fonctionnaire et un homme politique français, maire de Nantes de 1795 à 1797.

## Biographie

### Origines et famille
Compte tenu du lieu de naissance indiqué dans le Livre doré et de sites généalogiques, il est probable que Gilbert Beaufranchet est le fils de Gilbert Pelet de Beaufranchet d'Ayat, marié en 1725 à Antoinette de La Chapelle (lieu-dit de Lépaud). La famille Beaufranchet d'Ayat est représentée au XVIIIe siècle par plusieurs autres personnalités, notamment Jacques de Beaufranchet et Louis Charles Antoine de Beaufranchet, ainsi que le général Desaix.
En 1768, il épouse Henriette Barbet de Longpré, d'une famille marseillaise, qui serait une veuve, née en 1729 et dont il aurait un fils : Henri de Beaufranchet de La Chapelle en 1769, chevalier de l'Empire, maréchal de camp, directeur de l'Arsenal de Paris.

### Carrière
Au début de 1790, il est directeur des poudres à Nantes.

### Maire de Nantes
Durant la Révolution, il est un moment président du directoire du département.
En janvier 1790, il fait partie de la municipalité Kervégan comme membre du groupe des « notables », puis à l'occasion d'un renouvellement partiel en novembre 1790, il devient officier municipal. Il le reste en novembre 1791 dans le cadre de la municipalité Giraud du Plessis. En décembre 1792, les candidats étant une dizaine, il obtient 49 voix pour le poste de maire au premier tour, alors que René Gaston Baco de La Chapelle,  qui sera élu au quatrième tour, en a 86. Mais il ne fait pas partie de la nouvelle municipalité, ni de la municipalité Renard (octobre 1793-novembre 1794), ni de la seconde municipalité Giraud du Plessis (janvier-novembre 1795).            
Il y revient le 19 novembre 1795 après la démission de Pierre Giraud du Plessis. Gilbert Beaufranchet est élu membre du bureau d’administration municipale, puis président de cet organisme. L’installation est immédiate et sans cérémonie. Parmi les huit autres administrateurs, on trouve notamment : Pierre Haudaudine, Julien-François Douillard, Jean-René Couprie, Louis Ogier.
Gilbert Beaufranchet annonce sa démission peu après le 10 février 1797, jour de la dernière séance présidée par lui ; son mandat prend officiellement fin le 4 mai.

### Carrière ultérieure
À sa mort en janvier 1805, il est commissaire en chef des poudres et salpêtres.